# Falkenbergs TK
Falkenbergs Tennisklubb FTK bildades år 1915. Åres tennisklubb 2003. Klubben arrangerar årligen Strandbadsturneringen, en av Sveriges äldsta turneringar. Står som arrangör även för  FED Cup, Masters samt Elite Ladies Open.
Klubben äger en egen tennishall vid Hertings Gård och alldeles intill Ätran. Klubben äger även fyra utomhusbanor för sommarspel och en centercourt med två banor nere vid Skrea strand.